# Montes Taurus

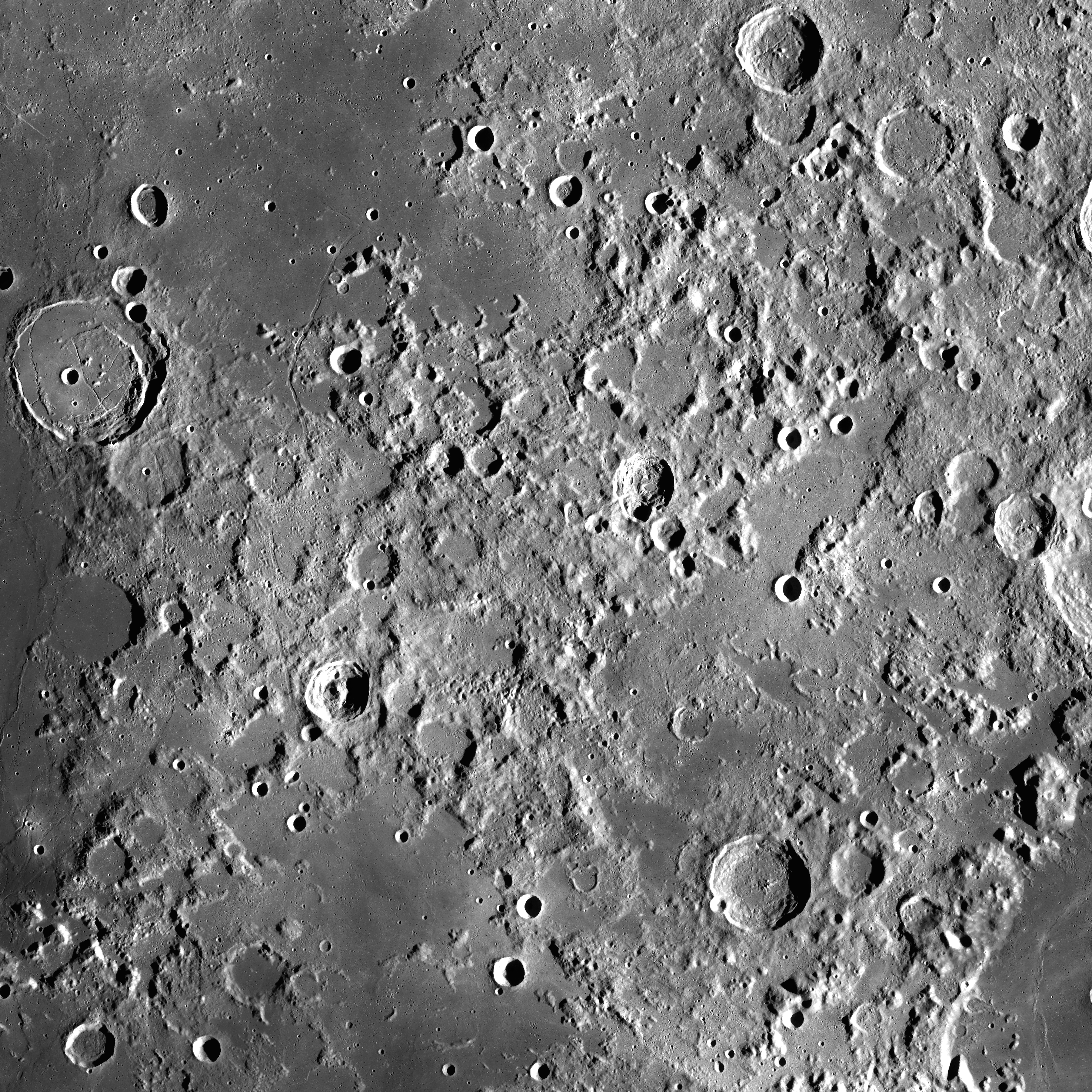
Montes Taurus

Les Montes Taurus (27,32, 40,34) sont un massif montagneux de la Lune, nommés par Johannes Hevelius, s'étendant sur près de 172 km à l'est de la Mare Serenitatis. 
Certains de ses sommets atteignent 3 000 mètres de hauteur.